# Lista de pinturas no Museu de Alberto Sampaio

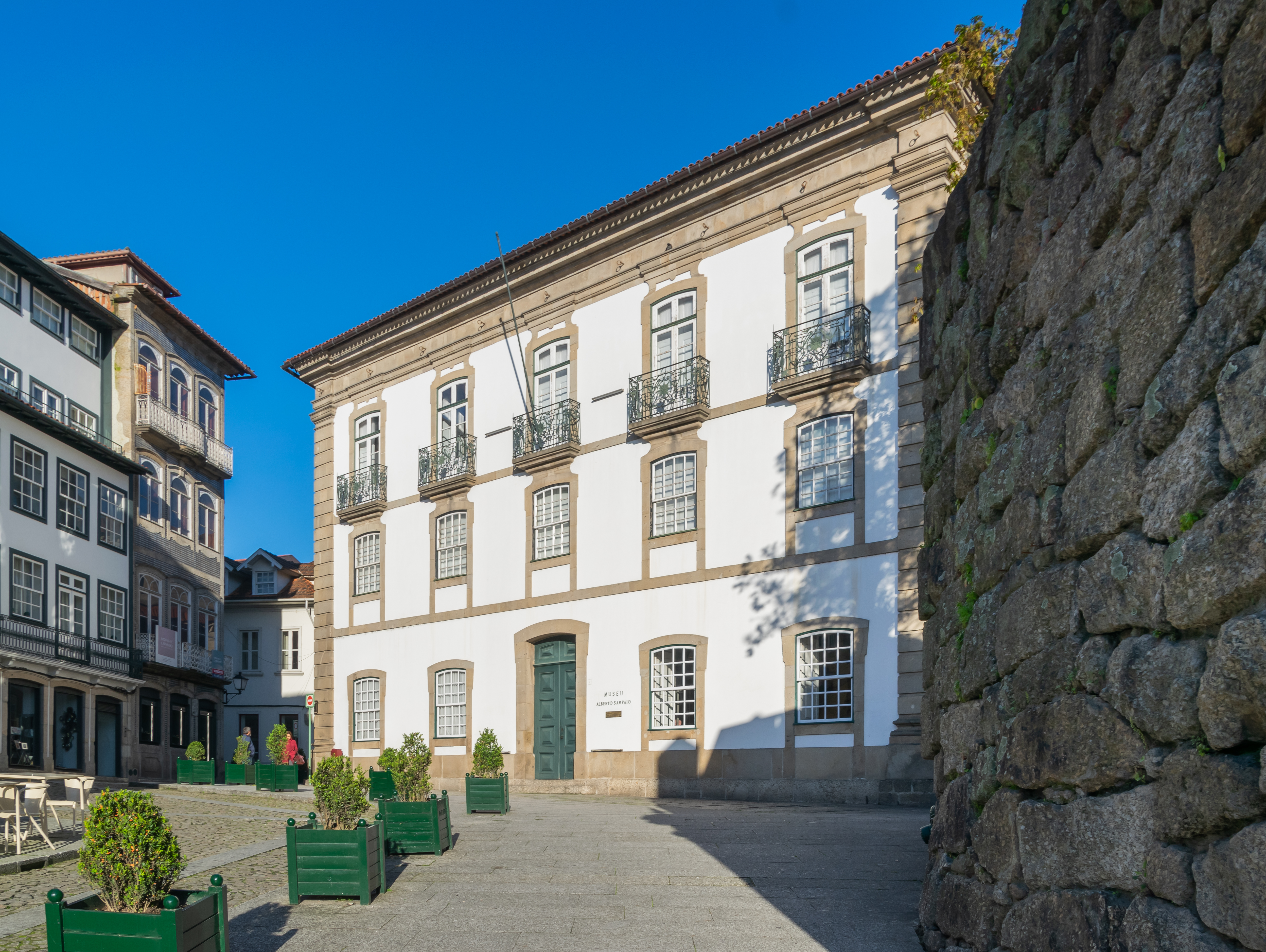
Museu de Alberto Sampaio

Esta lista de pinturas no Museu de Alberto Sampaio é uma lista não exaustiva das 
pinturas existentes neste museu, não contendo assim todas as pinturas que fazem parte do seu acervo, mas tão só das que se encontram registadas na Wikidata.
A lista está ordenada pela data da publicação de cada pintura. Como nas outras listas geradas a partir da Wikidata, os dados cuja designação se encontra em itálico apenas têm ficha na Wikidata, não tendo ainda artigo próprio criado na Wikipédia.
O Museu de Alberto Sampaio que foi criado em 1928 para albergar as colecções da extinta Colegiada de Nossa Senhora da Oliveira e de outras igrejas e conventos da região de Guimarães, para além do valor histórico e artístico dos espaços que ocupa, integra uma interessante colecção de pintura dos séculos XVI a XVIII (destacando-se o fresco do século XVI figurando a Degolação de S. João Baptista). O Museu de Alberto Sampaio engloba também importantes colecções de escultura e de ourivesaria (de que se destacam o cálice românico de D. Sancho I, a imagem de Santa Maria de Guimarães do século XIII e o retábulo gótico de prata dourada representando a Natividade do final do século XIV), sendo também de salientar o loudel que D. João I vestiu na batalha de Aljubarrota e ainda talha maneirista e barroca, paramentos bordados, azulejaria e faiança.
| Imagem | Título | Criador              | Data de Criação | Parte de | Descrito em |
| ------ | --- | -------------------- | --------------- | -------- | ----------- |
|        | São Vicente, São Martinho e São Sebastião                                                                  | Frei Carlos          | 1530            |          |             |
|        | São Bernardo e São Bento                                                                                   | No/unknown value     | 1530            |          |             |
|        | Virgem com o Menino                                                                                        | Antonio Vaz          | 1540            |          |             |
|        | São Gregório Magno                                                                                         | No/unknown value     | 1540            |          |             |
|        | Pentecostes                                                                                                | No/unknown value     | 1540            |          |             |
|        | Santa Apolónia                                                                                             | No/unknown value     | 1540            |          |             |
|        | Santa Catarina de Alexandria                                                                               | No/unknown value     | 1540            |          |             |
|        | São Dâmaso                                                                                                 | No/unknown value     | 1575            |          |             |
|        | São Torcato                                                                                                | No/unknown value     | 1575            |          |             |
|        | Martírio de São João Evangelista                                                                           | No/unknown value     | 1601            |          |             |
|        | Sagrada Família                                                                                            | André Reinoso        | 1625            |          |             |
|        | D. João I depositando as suas armas no altar de Nossa Senhora da Oliveira depois da Batalha de Aljubarrota | Frei Manuel dos Reis | 1665            |          |             |
|        | Visão de D. Afonso Henriques na batalha de Ourique                                                         | Frei Manuel dos Reis | 1665            |          |             |
|        | D. Afonso Henriques venerando Nossa Senhora da Oliveira e solicitando a protecção do reino                 | Frei Manuel dos Reis | 1665            |          |             |
|        | D. Afonso Henriques orando a Nossa Senhora da Oliveira durante a batalha de Ourique                        | Simão Álvares        | século XVII     |          |             |
|        | Aarão incensa a Arca da Aliança                                                                            | No/unknown value     | século XVII     |          |             |
|        | Sansão despedaçando o leão                                                                                 | No/unknown value     | século XVII     |          |             |
|        | Sonho de Jacob                                                                                             | No/unknown value     | século XVII     |          |             |
|        | David Fugitivo                                                                                             | No/unknown value     | século XVII     |          |             |
|        | José no Egipto                                                                                             | No/unknown value     | século XVII     |          |             |
|        | Baptismo de D. Afonso Henriques por S. Geraldo, arcebispo de Braga                                         | Simão Álvares        | século XVII     |          |             |
|        | São Teotónio celebrando perante D. Afonso Henriques e seu séquito                                          | Simão Álvares        | século XVII     |          |             |
|        | Incêndio de Sodoma                                                                                         | Simão Álvares        | século XVII     |          |             |

∑ 23 items.